# Olympische Jugend-Winterspiele 2024/Teilnehmer (Kosovo)
| Gelbes Symbol für Goldmedaillen mit stilisierten Olympischen Ringen | Graues Symbol für Silbermedaillen mit stilisierten Olympischen Ringen | Braundes Symbol für Bronzemedaillen mit stilisierten Olympischen Ringen |
| ------------------------------------------------------------------- | --------------------------------------------------------------------- | ----------------------------------------------------------------------- |
| —                                                                   | —                                                                     | —                                                                       |

Der Kosovo nahm mit 2 Athleten (einer pro Geschlecht) an den Olympischen Jugend-Winterspielen 2024 in der südkoreanischen Provinz Gangwon teil.

## Teilnehmer nach Sportart

### Ski Alpin
| Athleten    | Wettbewerb   | Lauf 1  | Lauf 1 | Lauf 2  | Lauf 2 | Gesamt      | Gesamt |
| Athleten    | Wettbewerb   | Zeit    | Rang   | Zeit    | Rang   | Zeit        | Rang   |
| ----------- | ------------ | ------- | ------ | ------- | ------ | ----------- | ------ |
| Frauen      |              |         |        |         |        |             |        |
| Lirika Deva | Riesenslalom | 56,08 s | 38     | 58,79 s | 29     | 1:54,87 min | 31     |
| Lirika Deva | Slalom       | 56,14 s | 38     | 54,01 s | 28     | 1:50,15 min | 27     |
| Männer      |              |         |        |         |        |             |        |
| Klos Vokshi | Riesenslalom | 58,34 s | 54     | DNF     | DNF    | DNF         | DNF    |